# Parti Communiste Français
Parti communiste français (PCF) (dansk: Det franske kommunistparti) er det største kommunistiske politisk parti i Frankrig. Det er medlem af Europæisk Venstreparti.
Partiet blev grundlagt i 1920 af medlemmer af Parti Socialiste, som havde været imod 1. verdenskrig, og som støttede oktoberrevolutionen i Rusland. PCF sluttede sig til den kommunistiske Tredje Internationale, også kendt som Komintern. I løbet af 1930'erne oplevede partiet stor fremgang særligt efter at Kominterns folkefrontstrategi slog igennem. Partiet gik ind for alliancer med både andre socialistiske partier og liberale og borgerlige partier for at danne fælles front mod fascismen. PCF var med i den franske folkefront (Front Populaire), som vandt parlamentsvalget i 1936. Léon Blum blev premierminister i en socialistisk ledet regering dog uden PCF.
Sovjetunionens skifte i udenrigspolitikken blev et stort problem for partiet. Det var blevet mere populært blandt andet på grund af Sovjetunionens ihærdige forsøg på at danne en sovjetisk-fransk-britisk alliance mod Nazi-Tyskland fra midten af 1930'erne . Det strandede på grund af britisk modstand. Men da Stalin pludselig indgik en ikke-angrebs-pagt med Tyskland i 1939 (Molotov-Ribbentrop-pagten) blev PCF forbudt af den nye borgerlige regering ledet af Édouard Daladier.
Under 2. verdenskrig fulgte PCF til at begynde med en antikrigslinje, men særligt efter angrebet på Sovjetunionen i 1941 blev PCF det mest aktive parti i modstandsbevægelsen og fik stor folkelig opbakning som følge heraf. Da Frankrig blev befriet i 1944, gik PCF ind i samlingsregeringen ledet af Charles de Gaulle, men blev tvunget ud af Paul Ramadiers koalitionsregering i 1947, da den kolde krig tog til. PCF forblev alligevel landets største parti gennem mange år. 
Efter begivenhederne i maj 1968, som PCF stort set var fjendtligt indstillet overfor, og undertrykkelsen af Foråret i Prag senere samme år, begyndte PCF at distancere sig fra Moskva, for til sidst at blive en stærk kritiker af sovjetkommunismen. PCF blev et eurokommunistisk parti. 
I 1981 blev PCF juniorpartner i François Mitterrands regering. Men deltagelse i flere koalitionsregeringer har ikke styrket PCF, fordi disse regeringers politik ikke har svaret til medlemmerne og vælgernes forventninger om en reel venstrefløjspolitik. De østeuropæiske kommunistiske regimers fald omkring 1990 har også i nogen grad bidraget til tilbagegangen for PCF, fordi partiet trods dets selvstændige reformkommunistiske kurs siden 1970'erne er blevet forbundet med dem i medierne og i vælgernes bevidsthed. Partiet nåede den foreløbige bund ved præsidentvalget i 2007, hvor partiets kandidat og formand Marie-George Buffet opnåede mindre end 2% af stemmerne.